# Anthepiscopus stentor
Anthepiscopus stentor är en tvåvingeart som först beskrevs av Axel Leonard Melander 1902.  Anthepiscopus stentor ingår i släktet Anthepiscopus, ordningen tvåvingar, klassen egentliga insekter, fylumet leddjur och riket djur.
Artens utbredningsområde är New Mexico. Inga underarter finns listade i Catalogue of Life.